# História da lesbianidade

Lábris, um dos símbolos lésbicos

A primeira menção de homossexualidade feminina está no primeiro código conhecido sobre a história, o Código de Hamurabi (1770 a.C.), aparece a "Salzikrum", uma figura que caracteriza uma "mulher-homem" que pode ter uma ou várias esposas e direitos exclusivos da hereditariedade. A palavra Salzikrum significa a "filha-macho". A Salzikrum provavelmente nunca teve crianças, tal como o eunuco.
Embora os documentos nesta matéria sejam escassos, parece que em comunidades remotas da Albânia, Jugoslávia e Itália foram aceitas relações lésbicas. Na China também há relações descritas entre mulheres que inter-gesticulavam como marido e mulher, situação à qual aludia com o termo dui shi.
Segundo a maioria dos historiadores, o primeiro texto poético foi criado por uma mulher chamada Enheduana, a filha do rei Sargão I da Acádia. Esta princesa e sacerdotisa, no ano 2300 antes de Cristo, compunha canções em honra de Inana, a Deusa do Amor e da Guerra. A historiadora Judy Grahn, pesquisadora da cultura homossexual, fez uma leitura lésbica dos hinos da princesa Enheduana. realça-se na exaltação sensual da beleza que ela faz no seus cânticos sobre a deusa, a que até se referia como "esposa".
Em 630-560 antes de Cristo surgem aqueles que são considerados uns dos primeiros documentos de amor feminino, com Safo, uma poetisa  grega que vivia na ilha de Lesbos. Os seus poemas sobre o amor sexual, amor emocional e platónico entre ela e outras mulheres e a sua propagação através dos séculos, fizeram do termo "lesbianismo" sinônimo de homossexualidade feminina.

## Grécia e Roma antiga

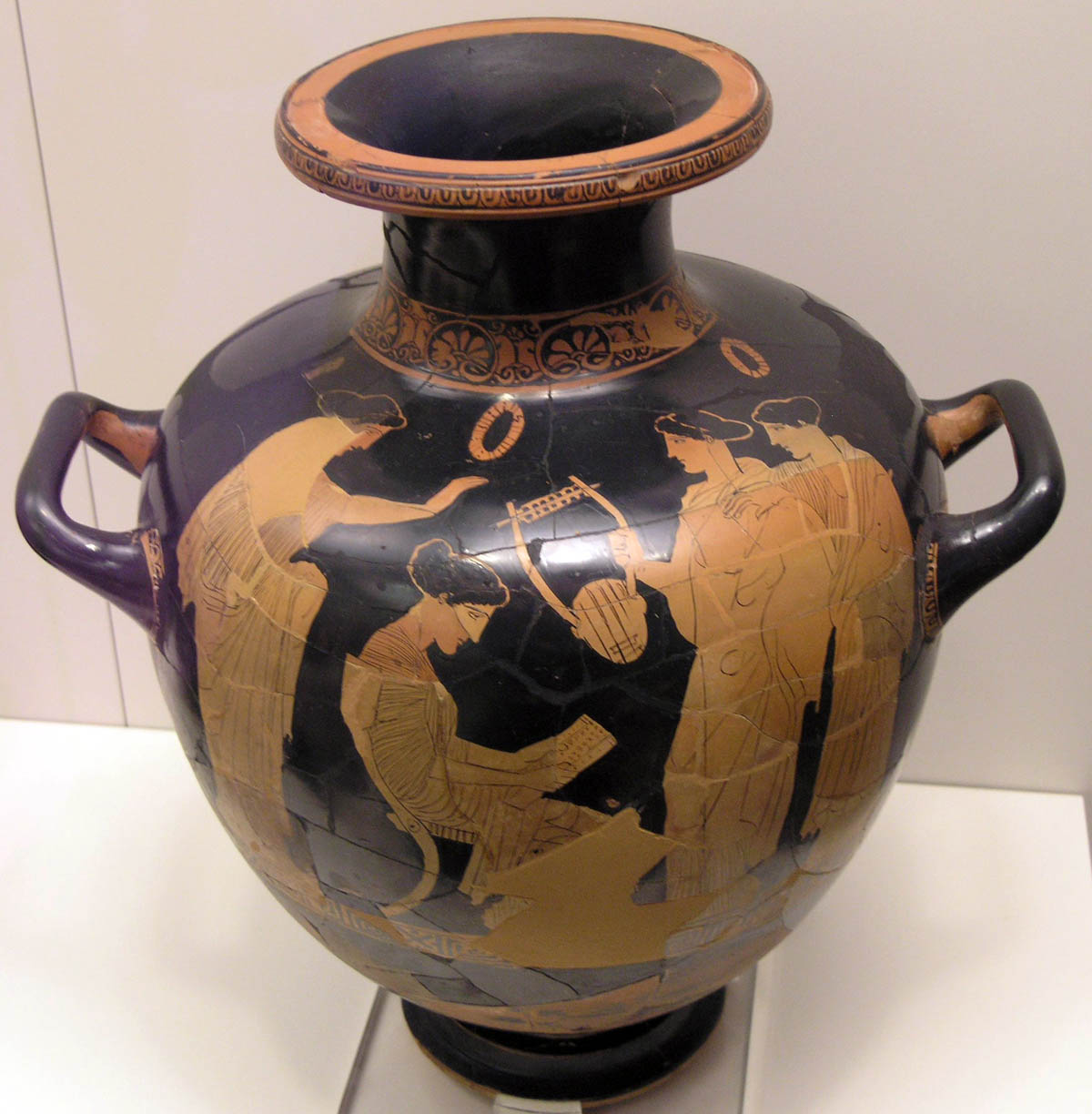
Representação de Safo a as suas discípulas

As primeiras referências escritas de amor entre mulheres remontam à Grécia Antiga. Safo (o epónimo de "safismo"), originária da ilha de Lesbos, é um dos principais ícones da história lésbica. Compôs poemas em que expressava a atracção sexual por outras mulheres, mas também alguns em escritos descreve-se como uma pessoa, que também manteve relacionamentos com homens. Máximo de Tiro escreveu que as relações de Safo com outras mulheres em sua escola foram platónicos. Estudiosos modernos sugerem um paralelo com as concepções de amor entre homens e jovens na Grécia Antiga e as amizades Safo e seus alunos, em que "tanto a pedagogia como a pederastia podem ter tido os seus papéis no facto. De qualquer forma, a importância do trabalho e os interesses pessoais da poetiza foram de tal forma, que o termo safismo se tornou sinónimo de lesbianidade a partir do Era vitoriana.
A sociedade romana foi bastante patriarcal e se eximia de qualquer actividade da mulher fora do papel de esposa e mãe. Porque a vida da mulher deveria existir em segredo. No século I houve uma série de referências à possibilidade da homossexualidade feminina. Ovídio tratava de negar que uma coisa dessas existia. Houve citações posteriores muito hostis a estas práticas ao ponto de citar o assassinato de uma mulher por seu marido. Marcial mesmo, que se orgulha de práticas relacionadas com garotos, tinha uma visão muito negativa do amor lésbico.
Foram encontradas evidências de sua existência durante o império, no Egipto, de um feitiço de amor em grego escrito claramente por uma mulher chamada Sarapias, a fim de conquistar o coração de uma outra mulher, Herais. O que poderíamos supor que fora de Roma, nas províncias com influência grega, a lesbianidade não era visto tão negativamente.

## Idade Média
A história de relações homossexuais entre mulheres na Idade Média é extremamente difícil de estudar, mas não há nenhuma dúvida da sua existência. A origem de alguma legislação contra as relações lésbicas pode ser remetida para este período, principalmente envolvendo o uso de "instrumentos", por outras palavras, dildos.
Na Europa medieval, a Igreja Católica teve uma visão mais rigorosa das relações homossexuais entre mulheres. Penitências, desenvolvidos por monges celtas na Irlanda, foram guias não oficiais que se tornaram populares, especialmente nas Ilhas Britânicas. Estes livros listavam os crimes e as penitências que devem ser feitas para eles. Por exemplo, "... aquele que comete o crime do sexo masculino dos sodomitas devem fazer penitência por quatro anos". As várias versões do Paenitentiale Theodori, atribuído a Teodoro de Tarso, que se tornou arcebispo da Cantuária no século VII, fazem referências especiais a lésbicas. Em Paenitentiale, "Se uma mulher prática sexo com outra mulher, ela deve fazer penitência por três anos". As penitências logo se espalharam das ilhas britânicas para o continente europeu. Os autores da maioria dos penitenciais medievais, raramente discutiam explicitamente atividades lésbicas, ou tratavam como um pecado menos grave do que a homossexualidade masculina.
O tratado legal em francês antigo Li livres de jostice et de Plet (c. 1260) é a mais antiga referência à punição legal para lesbianidade semelhante a homossexualidade masculina. Ele prever desmembramento nas duas primeiras ofensas e morte na fogueira para o terceira: Um paralelo quase exato com a pena para um homem, embora o que "desmembramento" poderia significar para uma mulher medieval é desconhecido. Em Espanha, Itália, e Sacro Império Romano-Germânico, a sodomia entre as mulheres foi incluída em atos considerados como não-naturais e puníveis pela queima até a morte, embora em alguns casos registrados isto não ocorre. No Sacro Império governado por Carlos V, um lei sobre crimes sexuais proíbe especificamente atos sexuais entre mulheres.
Existem poucos registros de mulheres no período medieval que estiveram envolvidas no sexo lésbico, conforme definido pela Judith Bennett, como o contato genital do mesmo sexo. As que são conhecidas é através do seu envolvimento com os tribunais e foram presas e executadas. Um dos primeiros exemplos de uma mulher executada por atos homossexuais ocorreu em 1477, quando uma menina em Espira, na Alemanha, foi afogada. Embora nem todas as mulheres foram severamente punidas. No início do século XV,  a francesa Laurence, esposa de Colin Poitevin, foi presa por seu caso com outra mulher, Joana. Ela implorou por clemência, alegando que Joana tinha sido a instigadora e lamentou seus pecados, e foi libertada para voltar pra casa depois de seis meses de prisão. Um exemplo mais tarde, em Pescia na Itália, envolveu uma abadessa, Irmã Benedetta Carlini, que foi documentada em inquéritos entre 1619 e 1623 como tendo cometido crimes graves, incluindo um caso de paixão erótica com outra freira quando possuída por um espírito masculino chamado "Splenditello ". Ela foi declarada vítima de uma "obsessão diabólica" e colocada na prisão do convento durante os últimos 35 anos de sua vida.
No mundo árabe medieval, lesbianidade foi considerada como sendo causado por calor gerado no lábios de uma mulher, que pode ser aliviado por atrito contra a genitália de outra mulher.Textos médicos de árabes medievais considerou a lesbianidade inata: por exemplo, Masawaiyh escreveu que uma menina se tornou uma lésbica se sua enfermeira comeu alimentos específicos, como aipo e rockets. A mais antiga história sobre lesbianidade em literatura árabe vem da Encyclopedia of Pleasure, e conta a história de amor entre uma cristã e mulher árabe, que conhecemos através de Fihrist, um catálogo do século X de obras árabes, que continha escritos de mais doze casais de lésbicas mas não sobreviveu a atualidade.
Entre 1170 e 1180, Maimônides, um dos rabinos mais importantes na história judaica, compilou sua magnum opus, o Mishné Torá. É o único trabalho da era medieval que detalha toda a observância judaica, e sua visão do lesbianidade:
Para as mulheres que são mesollelot [mulheres esfregando genitais uns contra as outras] umas com as outras é proibido, pois esta é a prática do Egito, que nós fomos advertidos contra: "Como a prática da terra do Egito ... você não deve fazer" (Levítico 18: 3). Os sábios disseram [no Midrash de Sifra Aharei Mot 8: 8-9], "O que eles fizeram? um homem casado com um homem e uma mulher que se casou com uma mulher, e uma mulher se casou com dois homens." Mesmo que esta prática é proibida, não estão amarrada [como as proibições do Torá] por causa disto, já que não há proibição específica contra ela, e não há relação sexual real. Portanto, [aquele que faz isso] não é proibido para o sacerdócio por causa da prostituição, e uma mulher não é proibida ao marido por isto, uma vez que não é prostituição. Mas é apropriado administrar estas amarrações de rebelião [isto é, violações de proibições rabínicas], uma vez que realiza algo proibido. E um homem deve ser rigoroso com sua esposa sobre este assunto, e deve impedir que mulheres conhecidas que fazem isto falar com ela ou dela conversando com elas.

## Século XX e XXI
Já antes do século XX a influência dos estereótipos criados estendiam-se entre a população de lésbicas como a separação em dois papéis, aquela da mulher masculina, que fazia do marido, e a mulher feminina (pseudo-lésbicas), que cumpria o papel da esposa. Nos fins do século XIX algumas mulheres começaram a destacar-se nas suas actividades, estudos e profissões, colaborando para dar lugar ao que seria a "nova mulher". O seu trabalho activo seria decisivo para que a sociedade aceitasse os direitos das mulheres, como o direito de votar ou a igualdade de condições. Embora a maioria dessas mulheres não fosse a lésbica, houve psicólogos que as consideraram ser como tal, pois, segundo eles, tinham comportamentos masculinos. Entre essas mulheres que modificaram pouco a pouco o conceito doentio que foi tido de lesbianidade encontramos, por exemplo: Florence Nigtthingale, criadora de uma escola de enfermeiras em Londres; Francisca Maria Souvestre, directora duma escola semelhante à de Safo; Romaine Brooks, pintora e escritora; as escritoras Natalie Barney, Colette, Virginia Woolf, Vita Sackville-West, Radclyffe Hall, Djuna Barnes, Gertrudes Stein, Marguerite Yourcenar; as artistas Alla Nazimova, Greta Garbo, Marlene Dietrich, Isadora Duncan.

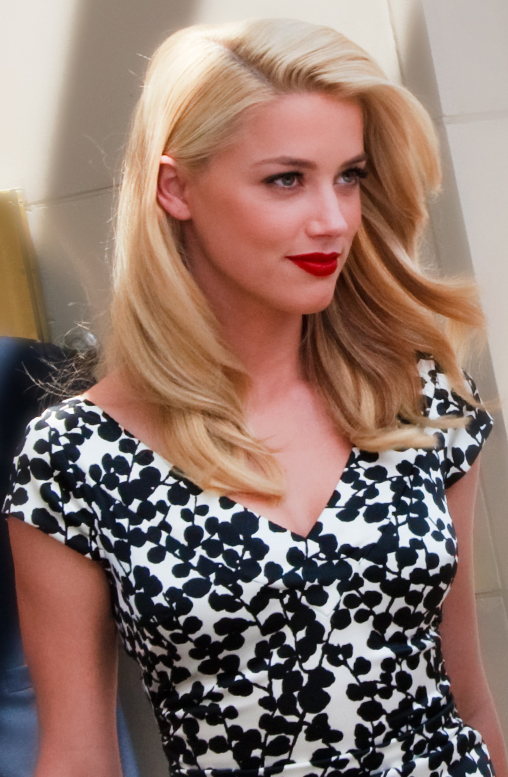
Amber Heard

No fim do século XX e início do XXI os direitos das mulheres lésbicas continuaram a avançar graças a iniciativas colectivas e individuais de lésbicas famosas e anónimas, mas ainda em muitas partes do mundo a lesbianidade continua a ser um motivo do escárnio público e até de desigualdade e reprovação da parte das autoridades. Anne Lister (1791-1840) é considerada a "primeira lésbica da era moderna" devido às anotação da sua vida íntima no seu diário, com aproximadamente 4 milhões de palavras.
Na História recente mundial, são conhecidos relacionamentos com outras mulheres de várias personalidades, tanto do mundo das artes, como da política. Um dos primeiros nomes conhecidos é a escritora Jane Addams (1860-1935). Outros nomes históricos, com evidências de que mantiveram relacionamentos com mulheres são: Ruth Benedict (1887-1948), Susan B. Anthony (1820-1906), a primeira dama dos Estados Unidos, Eleanor Roosevelt (1884-1962) e Frida Kahlo (1907-1954).
As lésbicas do século XXI têm estado sujeitas a estereótipos e rótulos de quem são, de como se vestem e se comportam. Normalmente, são identificadas como "masculinizadas", de cortes de cabelo curto e botas de trabalho. Nos últimos anos algumas mulheres famosas têm feito questão de assumir publicamente que mantêm relacionamentos com outras mulheres, como as actrizes Amber Heard e Portia de Rossi e a cantora Chely Wright. Estas personalidades têm feito alguns progressos em dissipar esse estereótipo geral de como uma lésbica se parece.
As personalidade famosas têm também um papel importante ao mostrarem publicamente "a sua diferença", na medida, em que mostram às muitas mulheres lésbicas anónimas, que há mais alguém como elas, e sê-lo é normal. Ellen DeGeneres representa uma importante referência para a mulher homossexual neste campo, pois foi das primeiras mulheres famosas da televisão, a assumir a homossexualidade, em 1997. Chely Wright, relatou em diversas entrevistas, que na sua adolescência não encontrava ninguém que fosse como ela, chamando inclusivamente à sua biografia, lançada em 2010, ""Like Me" (Como Eu).

## Simbologia

### Lábris
Também era usado como ceptro pela deusa Deméter – Ártemis - deusa da Terra, e os rituais associados a deusa Demétria envolviam actos lésbicos. Uma teoria sugere que ele poderia ter sido utilizado originalmente na batalha das mulheres guerreiras citas. Outra teoria aponta que o machado é utilizado normalmente em muitas sociedades matriarcais. Existem também informações que o colocam como arma usual nos exércitos de Amazonas através de peças gregas de artesanato. As Amazonas tinham um sistema de duas rainhas e eram conhecidas como guerreiras raivosas e sem piedade nas batalhas, porém justas e correctas quando vencedoras. Actualmente é um símbolo lésbico, um dos mais conhecidos.

### Triângulo negro
O Triângulo negro marcava na era nazi, as pessoas ditas "anti-sociais", entre elas as mulheres homossexuais. Do mesmo modo, para os homens homossexuais os nazis usavam o triângulo rosa, e para os judeus a conhecida estrela.

### Duplo vénus
O duplo-vénus, é o símbolo do relacionamento entre duas mulheres.